# MoreBeat
MoreBeat je dvoučlenný český drum n bassový projekt. Projekt založili DJes Ibogain a Lamat v roce 2002.
Na desce Icarus Project (2008) spolupracoval i DJ Rido. Vystupují na koncertech a akcích v ČR i v cizině (Slovensko, Ukrajina). Projekt hraje tvrdší a temnější drum 'n' bass.

## Diskografie
- Easy Rider (2006)
- In Coma (2007)
- Butterfly In Hell (2007)
- Goodnight (2007)
- Colours (2008)
- Icarus Project (2008)
- Chasing Dreams (2009)
- Kung Fu (2009)